# The Barretts of Wimpole Street (pel·lícula de 1957)
The Barretts of Wimpole Street és una pel·lícula britànica dirigida per Sidney Franklin, estrenada el 1957. És un remake de The Barretts of Wimpole Street de 1934, del mateix director. Les dues pel·lícules són basades en la peça homònima de Rudolf Besier, escrita el 1930 i muntada per primera vegada al Malvern Festival a Anglaterra aquest mateix any per Barry Jackson, després el 1931 a l'Empire Theatre a Broadway. El guió de 1957 és atribuït als crèdits a John Dighton, tot i que Franklin va utilitzar exactament el mateix guió que per a la primera versió.

## Argument
A l'Anglaterra victoriana del segle xix, la jove poetessa Elizabeth Barret viu reclosa a la seva casa sota l'estricte control d'un pare tirànic. Les seves desgràcies es veuen recompensades quan s'enamora del poeta Robert Browning. Remake d'un film del mateix títol de 1934 amb Norma Shearer i Charles Laughton.

## Repartiment
- Jennifer Jones: Elizabeth Barrett
- John Gielgud: Edward Moulton-Barrett
- Bill Travers: Robert Browning
- Virginia McKenna: Henrietta Barrett
- Susan Stephen: Bella
- Vernon Gray: Capità Surtees Cook
- Jean Anderson: Wilson
- Maxine Audley: Arabel
- Leslie Phillips: Harry Bevan
- Laurence Naismith: Dr. Chambers
- Moultrie Kelsall: Dr. Ford-Waterlow
- Michael Brill: George
- Kenneth Fortescue: Octavius
- Nicholas Hawtrey: Henry
- Richard Thorp: Alfred
- Keith Baxter: Charles
- Brian Smith: Septimus